# 尚恩·格林
尚恩·大衛·格林（英語：Shawn David Green，1972年11月10日—），為前美國職棒大聯盟的右外野手，生涯曾效力過藍鳥、道奇、響尾蛇與大都會等隊。格林生涯入選2次明星賽，各獲得一座金手套獎和銀棒獎。
格林目前仍保有許多大聯盟紀錄，像是單場敲出4轟、單場5支長打、單場19個壘打數、單場6次得分、連2場比賽敲出5轟以及連3場比賽敲出7轟等等。
在格林退休時，他是當時現役球員中唯四位達成300轟、1,000得分與打點、400支二壘安打、2成80以上打擊率和150次盜壘成功的球員之一。而格林的生涯累積打數都比另外三位球員貝瑞·邦茲、小肯·葛瑞菲和蓋瑞·雪菲爾少了1,400個以上，更能凸顯他的紀錄有多不容易。
2001年，格林單季敲出49轟，一度為道奇隊史單季全壘打紀錄保持人，直到2024年才被大谷翔平超越。

## 職業生涯

### 多倫多藍鳥
1993年9月28日，年僅21歲的格林登上大聯盟。儘管他沒有隨隊參與世界大賽，但他最後仍獲得冠軍戒。到1994年以前，他只出賽17場比賽。
1995年，格林繳出2成88的打擊率，並敲出15轟。最後他在新人王票選上拿下第五名。1996年和1997年，格林幾乎都只有在面對右投的時候才會上場打擊。不過他在1997年嘗試盜壘17次，只有失敗3次。
1998年，格林敲出35轟與35盜，成為藍鳥隊史第一人。整季他的打擊率為2成78，並敲出35轟與100分打點。1999年上半季，格林敲出25轟與70分打點，最後成功入選明星賽。他還參加全壘打大賽，不過在首輪僅敲出2轟，最終遭到淘汰。整季他繳出生涯最佳的3成09打擊率，並敲出42轟與123分打點。這年他同時獲得金手套獎和銀棒獎，並在MVP票選上拿下第9名。
休賽季期間，格林表示自己想去離加州比較近的球隊，加上藍鳥已經快支付不起格林和卡洛斯·戴加多的薪資。最後在1999年11月8日，藍鳥將格林和Jorge Nuñez交易到道奇，換來Pedro Borbón Jr.和Raúl Mondesí。

### 洛杉磯道奇
礙於肩膀傷勢和壓力，格林在道奇的第一年打得很掙扎。不過他仍依舊全勤出賽，敲出44支二壘安打與99分打點。他還達成連續53場比賽上壘的成就，差5場比賽就能追平杜克·史奈德保持的國聯紀錄。這年他還一度連5場比賽開轟，為道奇隊史第二人。
2001年，格林繳出2成97的打擊率，並敲出生涯新高的49轟與125分打點。他成為道奇隊史單季全壘打紀錄保持人，並在MVP票選上拿下第6名。9月26日，他曾因為猶太教的贖罪日而拒絕出賽。
2002年5月23日，格林單場敲出4轟，擊出5支長打，累積19個壘打數也超越1954年由Joe Adcock寫下的舊紀錄。這年他再度入選明星賽，整季繳出2成85的打擊率，並敲出42轟與114分打點。他在得點圈有人的打擊率高達3成33，最後他在MVP票選上拿下第5名。
2003年，格林因為左肩肌腱炎，整季僅敲出19轟與85分打點。不過他仍敲出聯盟次高的49支二壘安打。2004年，格林的打擊率為2成66，並敲出28轟與86分打點。他在季後賽16個打數敲出3轟。
2005年1月11日，道奇將格林交易到響尾蛇，換來Dioner Navarro、Beltrán Pérez、Danny Muegge和William Juarez。

### 亞利桑那響尾蛇
2005年，格林繳出2成86的打擊率，並敲出22轟。他在響尾蛇兩年期間沒太多突出的表現，整體表現接近生涯平均。
2006年8月22日，響尾蛇將格林交易到大都會，換來Evan MacLane。

### 紐約大都會
2006年，格林遭遇前所未有的低潮。整季他的打擊率為2成77，僅敲出15轟與66分打點。不過這年他曾敲出遠達140公尺的全壘打，三振率15.5%也寫下生涯新低。但格林的身手也很明顯地正在退化中。該年季後賽，格林繳出3成13的打擊率，並敲出3支二壘安打。最後大都會在國聯冠軍賽敗給紅雀。
2007年2月13日，大都會拒絕格林1,000萬美元的選擇權。關於他將退休的傳聞也甚囂塵上，至於格林本人則是表示自己對於未來還沒做出重大決定。5月25日，他因為自打球打到第一蹠骨而受傷。他在29日首次進入傷兵名單。6月11日，他在腳傷還沒完全痊癒時回歸，結果還上演一次盜壘成功。6月24日，格林完成該球季第一次先發。
2007年球季結束後，格林成為自由球員。後來他在2008年2月28日宣布退休。在所有猶太裔大聯盟選手中，格林的全壘打和打點數都是史上第二名，僅次於名人堂傳奇漢克·格林伯格。

## 近期活動
2013年，格林獲得名人堂票選資格。不過他僅獲得2票，最後無緣下屆票選。

## 國際賽事
2013年，格林擔任以色列國家隊的球員兼教練，並參與該年的經典賽資格賽。最後以色列在延長賽敗給西班牙，無緣晉級會內賽。格林在資格賽第一場還有出賽，5個打數敲出2支安打。他在最後兩場比賽4個打數擊出一支安打，帶有一分打點。

## 生涯成績
| 出賽次數 | 打席  | 打數  | 得分  | 安打  | 二安 | 三安 | 全壘打 | 打點  | 盜壘 | 保送 | 三振  | 打擊率 | 上壘率 | 長打率 | OPS  |
| -------- | ----- | ----- | ----- | ----- | ---- | ---- | ------ | ----- | ---- | ---- | ----- | ------ | ------ | ------ | ---- |
| 1,951    | 7,963 | 7,082 | 1,129 | 2,003 | 445  | 35   | 328    | 1,070 | 162  | 744  | 1,315 | .283   | .355   | .494   | .850 |

## 參看
- 30-30俱樂部
- 美國職棒大聯盟安打排行榜
- 美國職棒大聯盟全壘打排行榜
- 美國職棒大聯盟得分排行榜
- 美國職棒大聯盟打點排行榜

## 外部連結
- 球員資訊和成績在MLB ，ESPN ，Retrosheet ，Baseball Reference ，Baseball Reference (Minors) ，Fangraphs ，The Baseball Cube （英文）
- 尚恩·格林在台灣棒球維基館上的頁面（繁體中文）

| 前任： 麥克·喀麥隆 | 單場敲出4支全壘打 2002年5月23日 | 繼任： 卡洛斯·戴加多 |